# 市民農園

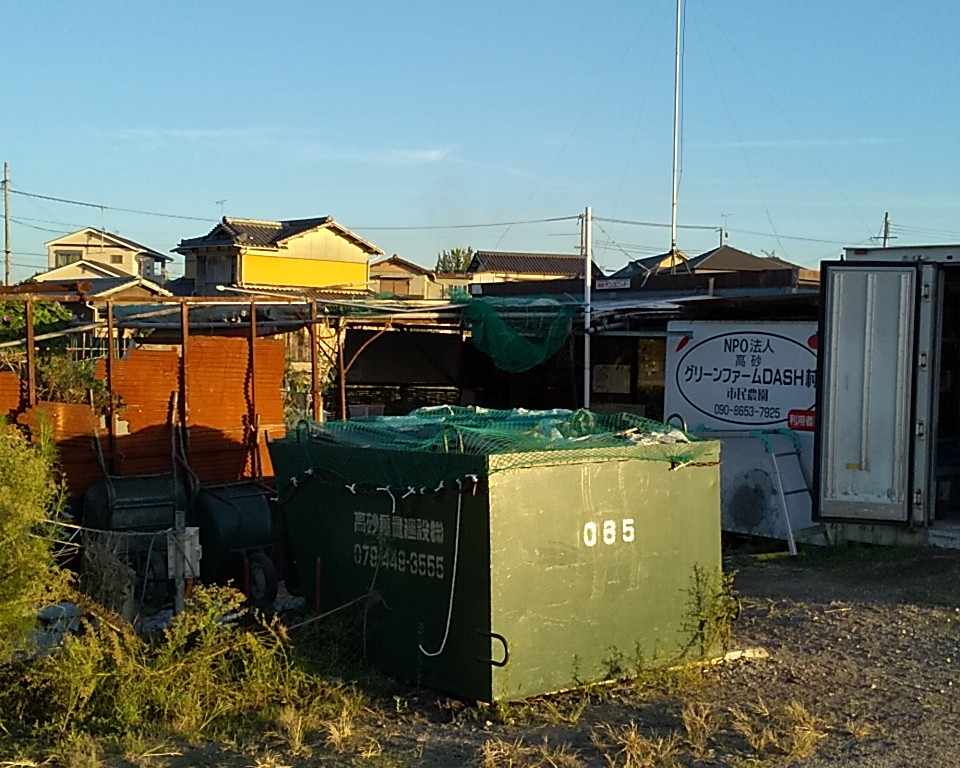
NPO法人が運営する市民農園の例（兵庫県高砂市、2022年9月）

市民農園（しみんのうえん）は、非農家の市民が、小規模な農地で、非営利的に野菜や果物、花卉などを栽培する活動、ないしは、そのために農家などから提供される農地、あるいは、それに地方自治体、農業協同組合、個人などが付帯施設などを整備して提供する農園。日本では、大正時代からこの表現が用いられていた。レジャー農園、 ふれあい農園などの呼称が用いられることもある。現在は、「市民農園二法」と通称される、特定農地貸付法と市民農園整備促進法にそれぞれ制度的根拠をもつものと、農地に関する貸借権を伴わない、いわゆる農園利用方式によるものの三者に大別されている。
市民農園は、農作業を経験したい都市の住民のみならず，遊休農地の有効利用策を求める農地所有者にとっても都合のよい制度と考えられている。

## 初期の「市民農園」
クラインガルテンなど、欧米の市民農園は、1920年代後半から本格的に日本に紹介され、1926年に大阪市農会によって開設された湯里農園、山口農園が先駆的事例とされている。東京では、東京市農会によって1933年に大泉市民農園、1934年には東京市公園課によって羽沢分区種芸園が設けられた。これら初期の市民農園の事例は、いずれも1950年代までには廃止された。

## 戦後日本の都市化と市民農園
第二次世界大戦後の日本では、大都市への人口流入が著しく、大都市地域内や近郊の農地はスプロール現象も引き起こしながら、急速に宅地化されていった。1968年の都市計画法は、特に市街化区域内の営農環境を悪化させ、農地の遊休化を招くこととなったが、これに対処する方策の一つとして、市民農園が、しばしば自治体による仲介なども組み込んで制度化されるようになっていった。

## 市民農園二法以降の制度
1989年に特定農地貸付に関する農地法等の特例に関する法律（特定農地貸付法）、1990年に市民農園整備促進法が相次いで整備された。
2016年3月末の時点で、全国には、4223件の市民農園が存在し、のべ1381haの農地がおよそ19万区画に区分されて提供されているという。
| 開設主体     | 特定農地貸付法 | 市民農園整備促進法 | 市民農園整備促進法 | 市民農園整備促進法 | 合計  |
| 開設主体     | 特定農地貸付法 | 特定農地貸付方式   | 農園利用方式       | 小計               | 合計  |
| ------------ | -------------- | ------------------ | ------------------ | ------------------ | ----- |
| 地方公共団体 | 2,062          | 259                | 0                  | 259                | 2,321 |
| 農業協同組合 | 469            | 42                 | 0                  | 42                 | 511   |
| 農業者       | 883            | 28                 | 167                | 195                | 1,078 |
| 企業、NPO等  | 292            | 21                 | 0                  | 21                 | 313   |
| 計           | 3,706          | 350                | 167                | 517                | 4,223 |

### 農園利用方式
特定農地貸付法が、農地法の定めに一定の例外を設ける形で賃借権などの権利を設定する制度である「特定農地貸付け方式」をとり、市民農園整備促進法による場合にも「特定農地貸付け方式」に依ることができるのに対して、「賃借権その他の使用及び収益を目的とする権利の設定又は移転を伴わない」形式として、「農業者（農地所有者）が農園に係る農業経営を自ら行い」それにかかる農作業の一部を「農業者の指導・管理のもとに」、農園利用者が「複数の段階で農作業を体験するもの」を「農園利用方式」と称している。したがって、他の方式とは異なり、農園利用方式の設置者は農業者のみである。

### 滞在型市民農園
市民農園整備促進法では、農地に休憩施設等の附帯施設を整備することが義務付けられており、1990年代に入ると、宿泊が可能な休憩施設を各区画に設け、遠距離からやってくる都市住民を誘引する滞在型市民農園の開発が、各地で進められるようになった。先駆的事例のひとつとされる坊主山クラインガルテン（当時の四賀村、現在は松本市）をはじめ、こうした滞在型市民農園は、しばしば「クラインガルテン」という言葉を名称に組み込んでいる。
滞在型市民農園に対して、従来からの居住地に近い市民農園は「日帰り型市民農園」などと称される。

## 関連文献
- 「市民農園のすすめ」見る緑から作る緑へ 祖田修 1992/10 岩波書店
- 「市民農園のすすめ」千葉県市民農園協会 2004/01 創森社
- 「農家と市民でつくる新しい市民農園」法的手続き不要の「入園利用方式」廻谷義治 2008/06 農山漁村文化協会
- 「もっと上手に市民農園」4.5坪・45品目 小さな畑をフル活用 (コツのコツシリーズ)斎藤 進 2012/03 農山漁村文化協会